# 寄树兰
寄树兰（学名：Robiquetia succisa），为菊科寄树兰属下的一个植物种。